# روجر كارتر
روجر كارتر (بالإنجليزية: Roger Carter)‏ هو رياضياتي أمريكي، ولد في 1934.